# Сагьер, Эмилиано
Эмилиано Сагьер (исп. Emiliano Saguier, годы жизни неизвестны) — парагвайский шахматист.
Чемпион Парагвая 1967, 1968 и 1969 гг.
В составе сборной Парагвая участник шахматной олимпиады 1964 г.
В 1960 г. принимал участие в международном турнире в Асунсьоне, но не смог завершить соревнование.

## Спортивные результаты
| Год  | Город     | Соревнование                                | + | − | = | Результат | Место |
| ---- | --------- | ------------------------------------------- | - | - | - | --------- | ----- |
| 1960 | Асунсьон  | Международный турнир                        | 0 | 3 | 1 | ½ из 4    |       |
| 1964 | Тель-Авив | XVI Олимпиада (сборная Парагвая, ?-я доска) | 4 | 5 | 8 | 8 из 17   |       |
| 1967 |           | Чемпионат Парагвая                          |   |   |   |           | 1     |
| 1968 |           | Чемпионат Парагвая                          |   |   |   |           | 1     |
| 1969 |           | Чемпионат Парагвая                          |   |   |   |           | 1     |